# Adema
Adema je američki nu metal sastav iz Bakersfielda. Sastav sačinjavaju pjevač Mark Chavez (polubrat Jonathana Davisa iz Korna), gitaristi Tim Fluckey i Mike Ransom, basist Dave Dr. Roo te bubnjar Kris Kohls. 
Nakon njihova prva dva albuma, Adema i Unstable, Mike Ransom napustio je sastav 2003., nakon kojega Chavez je kasnije u 2004. učinio isto zbog sukoba s ostalim članovima. Luke Caraccioli zamijenio je Chaveza početkom 2005., za album Planets, da bi 2006. napustio sastav. U 2006. Adema najavljuje da se pjevač Bobby Reeves i gitarist Ed Farris, oboje iz skupine Level pridružuju sastavu. Ta postava je kratko živjela te je izdan samo jedan album Kill The Light. Do 13. kolovoza, 2009., izvorna postava je ponovno okupljena, dok su Bobby Reeves i Ed Faris pristali da napuste sastav. 

## Članovi

### Početni sastav
- Vokal: Mark Chavez (do 2004)
- Gitara: Mike Ransom (do 2004)
- Gitara: Tim Fluckey
- Bass: Dave De Roo
- Bubnjevi: Kris Kohls

### Ostali članovi
- Vokal: Luke Caraccioli (2004. – 2005.)
- Gitara: Ed Farris  (2007. – 2009.)
- Vokal: Bobby Reeves  (2007. – 2009.)

### Aktualni sastav
- Vokal: Mark Chavez  (vratio se u kolovozu 2009)
- Gitara: Mike Ransom (vratio se u kolovozu 2009)
- Gitara: Tim Fluckey
- Bass: Dave De Roo
- Bubnjevi: Kris Kohls

## Diskografija

### Albumi
- 2001.: Adema
- 2002.: Insomniac's Dream EP
- 2003.: Unstable
- 2005.: Planets
- 2007.: Kill the Headlights

### Singlovi
- 2001.: Giving In
- 2002.: Freaking Out
- 2003.: The Way You Like It
- 2003.: Unstable
- 2005.: Tornado
- 2005.: Planets
- 2007.: Cold and Jaded
- 2008.: All These Years
- 2013.: Resolution

## Videografija
- "Giving In" (2001.)
- "The Way You Like It" (2001.)
- "Immortal" (2002.)
- "Unstable" (2003.)
- "Tornado" (2005.)
- "Planets" (2005.)
- "Human Nature" (2007.)